# Richard Wagner (film, 1913)
Pour les articles homonymes, voir Richard Wagner (homonymie).
Richard Wagner est un film allemand muet, réalisé par Carl Froelich et William Wauer en 1913.

## Synopsis
À l'age de 17 ans, Richard Wagner commence ses études mais il entretient régulièrement des conflits avec ses professeurs musicaux. En 1834, à l'âge de 21 ans, il accepte son premier poste de Kapellmeister à Bad Lauchstädt. Cependant, sa motivation n'est pas tant le travail que son amour pour l'actrice Minna Planer qui y vit. Les deux se marient en 1836 mais la personnalité de Richard plonge bientôt le couple dans de lourdes dettes financières. Après que son opéra Rienzi ait été joué avec grand succès à l'opéra de Dresde, le trentenaire a été nommé chef d'orchestre de la Cour. Un an plus tard, Richard réalise avec son opéra Der Fliegende Holländer un grave échec. Lorsque son opéra Tannhäuser est hué par le public un peu plus tard, il tombe en disgrâce. La carrière de Wagner battant de l'aile, sa réputation est finie par être moqué. Il trouve finalement un protecteur et un mécène en la personne du roi Louis II de Bavière, qui va lui procurer toute l'aide et les ressources nécessaires pour ses opéras.

## Fiche technique
- Titre original : Richard Wagner
- Pays de production :  Empire allemand
- Année : 1913
- Réalisation : Carl Froelich et William Wauer
- Scénario : William Wauer
- Société de production : Messter Film
- Photographie : Carl Froelich
- Musique : Giuseppe Becce
- Format : Noir et blanc – 1,33:1 – Muet
- Genre : Biographie
- Durée : 1 heure 50 minutes

## Distribution
- Giuseppe Becce : Richard Wagner
- Olga Engl

## Autour du film
Le film a été réalisé pour le centenaire du compositeur.